# 夸克
夸克是一種基本粒子，也是構成物質的基本單元。當夸克互相結合，形成一種複合粒子，叫強子，強子中最穩定的是質子和中子，它們是構成原子核的單元。由於一種叫“夸克禁閉”的現象，夸克不能夠直接被觀測到，或是被分離出來；只能夠在強子裏面找到夸克。因此，人類對夸克的所知大多都是來自對強子的觀測。
目前已知夸克 有六種“味” (flavour)：上夸克(u)/ up、下夸克(d)/down、魅(粲)夸克(c)/charm、奇夸克(s)/strange、底夸克(b)/bottom、 頂夸克 (t)/top 。上夸克及下夸克的質量是所有夸克中最低的。較重的夸克會通過一個叫粒子衰變的過程，來迅速地變成上夸克或下夸克。粒子衰變是一個從高質量態變成低質量態的過程，因此，上夸克及下夸克一般來說很穩定，所以它們在宇宙中很常見，而奇夸克、魅夸克、頂夸克及底夸克則只經由高能粒子的碰撞產生（例如宇宙射線及粒子加速器）。
夸克有着多種不同的內在特性，包括電荷、色荷、自旋及質量等。在標準模型中，夸克是唯一一種能經受全部4種基本相互作用的基本粒子，基本相互作用有時會被稱為“基本力”（電磁相互作用力、萬有引力、強相互作用力及弱相互作用力）。夸克亦是現今已知唯一的一種基本電荷非整數的粒子。夸克每一種味都有一種對應的反粒子，叫反夸克，它跟夸克的不同之處，只在於它的一些特性跟夸克大小一樣但正負不同。
夸克模型分別由默里·蓋爾曼與喬治·茨威格於1964年獨立地提出。引入夸克這一概念，是為了能更好地整理各種強子，而當時並沒有能證實夸克存在的物理證據，直到1968年SLAC開發出深度非彈性散射實驗為止。夸克的六種味已經全部被加速器實驗所觀測到；而於1995年在費米實驗室被觀測到的頂夸克，是最後發現的一種。

## 分類
標準模型是描述所有已知基本粒子的理論框架。此模型包含六種味的夸克（
q
）：（
u
）、（
d
）、（
s
）、（
c
）、（
b
）及（
t
）。夸克的反粒子叫反夸克，在對應的夸克符號上加一橫作為標記，例如
u
代表反上夸克。跟一般反物質一樣，反夸克跟對應的夸克有着相同的質量、平均壽命及自旋，但兩者的電荷及其他荷的正負則相反。
夸克的自旋為1⁄2，因此根據自旋統計定理，它們是費米子。它們遵守泡利不相容原理，即兩個相同的費米子，不能同時擁有相同的量子態。這點跟玻色子相反（擁有整數自旋的粒子），在相同的量子態上，相同的玻色子沒有數量限制。跟輕子不同的是，夸克擁有色荷，因此它們會參與強相互作用。因為這種夸克間吸引力的關係，而形成的複合粒子，叫做“強子”（見下文強相互作用與色荷部份）。
在強子中決定量子數的夸克叫“價夸克”；除了這些夸克，任何強子都可以含有無限量的虛（或“海”）夸克、反夸克，及不影響其量子數的膠子。強子分兩種：帶三個價夸克的重子，及帶一個價夸克和一個反價夸克的介子。最常見的重子是質子和中子，它們是構成原子核的基礎材料。我們已經知道有很多不同的強子（見重子列表及介子列表），它們的不同點在於其所含的夸克，及這些內含物所賦予的性質。而含有更多價夸克的“奇異”強子，如四夸克粒子（
q

q

q

q
）及五夸克粒子（
q

q

q

q

q
），目前仍在理論階段，它們的存在仍未被證實。
基本費米子被分成三代，每一代由兩個輕子和兩個夸克組成。第一代有上夸克及下夸克，第二代有奇夸克及魅夸克，而第三代則有頂夸克及底夸克。過去所有搜尋第四代基本粒子的研究均以失敗告終，又有有力的間接證據支持不會有超過三代。代數較高的粒子，一般會有較大的質量及較低的穩定性，於是它們會通過弱相互作用，衰變成代數較低的粒子。在自然中，只有第一代夸克（上夸克及下夸克）是常見的。較重的夸克只能通過高能碰撞來生成（例如宇宙射線），而且它們很快就會衰變；然而，科學家們相信大霹靂後，第一秒的最早部份會存有重夸克，那時宇宙處於溫度及密度極高的狀態（夸克時期）。重夸克的實驗研究都在人工的環境下進行，例如粒子加速器。
同時擁有電荷、質量、色荷及味，夸克是唯一一種能經受現代物理全部四種相互作用的已知粒子，這四種作用為：電磁、重力、強相互作用及弱相互作用。對於個別粒子的相互作用而言，除非是在極端的能量（普朗克能量）及距離尺度（普朗克距離）下，重力實在是小得微不足道。然而，由於現時仍沒有成功的量子重力理論，所以標準模型並不描述重力。
關於六種夸克味更完整的概述，可見於下文中的列表。

## 歷史

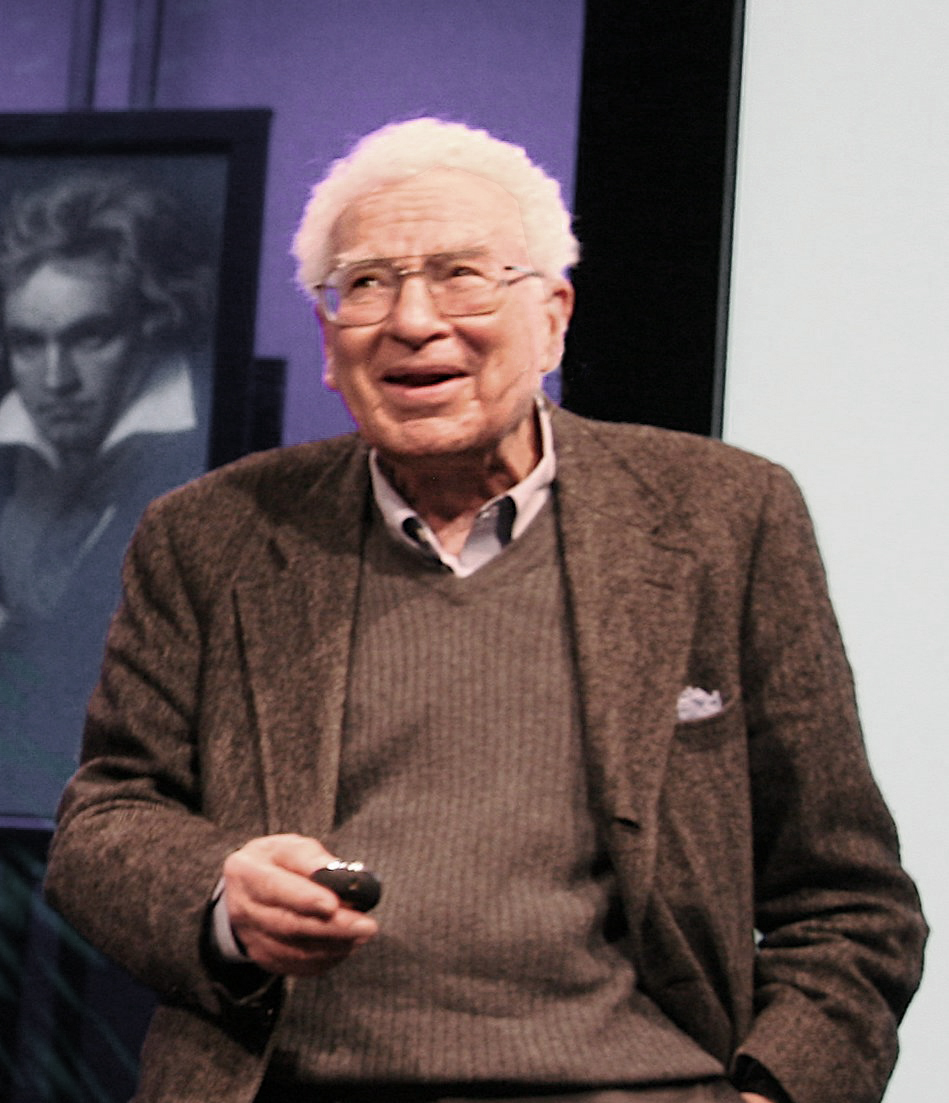
默里·盖尔曼，攝於2007年的TED大會。蓋爾曼與喬治·茨威格在1964年提出了夸克模型。

夸克模型於1964年由物理學家默里·蓋爾曼和喬治·茨威格（George Zweig）獨立提出。在這個提案前不久的1961年，蓋爾曼提出了一種粒子分類系統，叫“八重道”——或技術上應叫特殊么正群味對稱。以色列物理學家尤瓦勒·內埃曼（Yuval Ne'eman），在同年亦獨立地開發出一套跟八重道相近的理論。
在夸克理論的初期，當時的“粒子園”除了其他各種粒子，還包括了許多強子。蓋爾曼和茨威格假定它們不是基本粒子，而是由夸克和反夸克組成的。在他們的模型中，夸克有三種味，分別是上、下及奇，他們把電荷及自旋等性質都歸因於這些味。初時物理學界對於這份提案的意見不一。當時學界對於夸克的本質有所爭論，一方認為夸克是物理實體，另一方則認為，它只是用來解釋當時未明物理的抽象概念而已。
在一年之內，就有人提出了蓋爾曼－茨威格模型的延伸方案。謝爾登·李·格拉肖和詹姆斯·布約肯（James Bjorken）預測有第四種夸克存在，他們把它叫做“魅”。加上第四種夸克的原因有三點：一、能更好地描述弱相互作用（導致夸克衰變的機制）；二、夸克的數量會變得與當時已知的輕子數量一樣；三、能產生一條質量方程，可以計算出已知介子的質量。
史丹佛線性加速器中心（SLAC）深度非彈性散射實驗在1968年指出，質子含有比自己小得多的點狀物，因此質子並非基本粒子。物理學家當時並不願意把這些物體視為夸克，反而叫它們做“部分子”（parton）——一個由理查德·費曼所創造的新詞:42隨着更多的發現，在SLAC所觀測到的粒子後來被鑑定為上及下夸克:556。不過，“部分子”一詞到現在還在使用，是重子構成物（夸克、反夸克和膠子）的總稱。
奇夸克的存在由SLAC的散射實驗間接證實：奇夸克不但是蓋爾曼和茨威格三夸克模型的必要部份，而且還解釋到1947年從宇宙射線中發現的
K
和
π
強子。
在1971年的一份論文中，格拉肖、約翰·李爾普羅斯和盧奇亞諾·馬伊阿尼（Luciano Maiani）一起對當時尚未發現的魅夸克，提出更多它存在的理據:44。到1973年，小林誠和益川敏英指出再加一對夸克，就能解釋實驗中觀測到的CP破壞，於是夸克應有的味被提昇到現時的六種。
魅夸克在1974年被兩個研究小組幾乎同時發現（見十一月革命）——一組在SLAC，由伯頓·里克特領導；而另一組則在布魯克哈芬國家實驗室，由丁肇中領導。觀測到的魅夸克在介子裏面，與一個反魅夸克束縛（Bound state）在一起。兩組分別為這種介子起了不同的名子：J及ψ；因此這種粒子的正式名字叫J/ψ介子。這個發現終於使物理學界相信夸克模型是正確的。
在之後的幾年，有一些把夸克數量增至六個的提案。其中，以色列物理學家哈伊姆·哈拉里（Haim Harari）在1975年的論文中，最早把加上的夸克命名為“頂”及“底”:31-33。
底夸克在1977年被利昂·萊德曼領導的費米實驗室研究小組觀測到。這是一個代表頂夸克存在的有力徵兆：沒有頂夸克的話，底夸克就沒有伴侶。然而一直都沒有觀測到頂夸克，直至1995年，終於被費米實驗室的CDF及DØ小組觀測到。它的質量比之前預料的要大得多:144——幾乎跟金原子一樣重。

### 命名
蓋爾曼原本想用鴨的叫聲來命名夸克。開始時他並不太確定自己這個新詞的實際拼法，直到他在詹姆斯·喬伊斯小說《芬尼根的守灵夜》裏面找到“夸克”這個詞：
|                                     | 给马斯特·马克来三个夸克！ |
| ——《芬尼根的守灵夜》，詹姆斯·喬伊斯 |                           |

蓋爾曼在其著作《夸克與美洲豹》中，更詳細地述說了夸克這個詞的由來：
|  | 在1963年，我把核子的基本構成部份命名為“夸克”（quark），我先有的是聲音，而沒有拼法，所以當時也可以寫成“郭克”（kwork）。不久之後，在我偶爾翻閱詹姆斯·喬伊斯所著的《芬尼根的守灵夜》時，我在“向麥克老大三呼夸克”這句中看到夸克這個詞。由於“夸克”（字面上意為海鷗的叫聲）很明顯是要跟“麥克”及其他這樣的詞押韻，所以我要找個藉口讓它讀起來像“郭克”。但是書中代表的是酒館老闆伊厄威克的夢，詞源多是同時有好幾種。書中的詞很多時候是酒館點酒用的詞。所以我認為或許“向麥克老大三呼夸克”源頭可能是“敬麥克老大三個夸脫”，那麼我要它讀“郭克”也不是完全沒根據。再怎麼樣，字句裏的三跟自然中夸克的性質完全不謀而合。 |

茨威格則用“埃斯”（Ace）來稱呼他所理論化的粒子，但是在夸克模型被廣泛接納時，蓋爾曼的用詞就變得很有名。很多中国物理学家则称夸克为“层子”，在台灣亦曾翻譯「虧子」，但並不普遍使用。
夸克味的命名都是有原因的。上及下夸克被這樣叫，是源於同位旋的上及下分量，而它們確實各自帶有這樣一個量。奇夸克這個名字，是因為它們是在宇宙射線的奇異粒子中被發現的，發現奇異粒子的時候還沒有夸克理論；它們被視為“奇異”，是因為它們的壽命不尋常地長。跟布約肯一起提出魅夸克的格拉肖說過：“我們把它叫魅夸克，是因為在構建它的過程中，見到它為亞原子世界所帶來的對稱，我們被這種美迷住了，對成果感到很滿意。”至於“頂”和“底”這兩個名字，哈拉里決定這樣做，是因為“它們是上及下夸克邏輯上的伙伴”。在過往，底夸克及頂夸克有時會分別被叫作“美”及“真”夸克，但這兩個名字現在已經很少人會用:133。

## 性質

### 電荷
夸克的電荷值為分數——基本電荷的−1⁄3倍或+2⁄3倍，隨味而定。上夸克、魅夸克及頂夸克（這三種叫“上型夸克”）的電荷為+2⁄3，而下夸克、奇夸克及底夸克（這三種叫“下型夸克”）的則為−1⁄3。反夸克與其所對應的夸克電荷相反；上型反夸克的電荷為−2⁄3，而下型反夸克的電荷則為+1⁄3。由於強子的電荷，為組成它的夸克的電荷總和，所以所有強子的電荷均為整數：三個夸克的組合（重子）、三個反夸克（反重子），或一個夸克配一個反夸克（介子），加起來電荷值都是整數。例如，組成原子核的強子，中子和質子，其電荷分別為0及+1；中子由兩個下夸克和一個上夸克組成，而質子則由兩個上夸克和一個下夸克組成。

### 自旋
自旋是基本粒子的一種內在特性，它的方向是一項重要的自由度。在視像化時，有時它會被視為一沿着自己中軸轉動的物體（所以名叫“自旋”）。
自旋可以用向量來代表，其長度可用約化普朗克常數ħ來量度。量度夸克時，在任何軸上量度自旋的向量分量，結果皆為+ħ/2或−ħ/2；因此夸克是一種自旋1⁄2粒子:80–90。沿某一軸（慣例上為z軸）上的旋轉分量，一般用上箭頭↑來代表+1⁄2，下箭頭↓來代表−1⁄2，然後在後加上味的符號。例如，一自旋為+1⁄2的上夸克可被寫成u↑。

### 弱相互作用

圖為β衰變的費曼圖，時間箭頭向上。CKM矩陣（詳見下文）包含了β及其他夸克衰變的發生概率。

夸克只能通過弱相互作用，由一種味轉變成另一種味，弱相互作用是粒子物理學的四種基本相互作用之一。任何上型的夸克（上、魅及頂夸克），都可以通過吸收或釋放一W玻色子，而變成下型的夸克（下、奇及底夸克），反之亦然。這種變味機制正是導致β衰變這種放射過程的原因，在β衰變中，一中子（
n
）“分裂”成一質子（
p
）、一電子（
e−
）以及一反電中微子（
ν
e）（見右圖）。在β衰變發生時，中子（
u

d

d
）內的一下夸克在釋放一虛
W−
玻色子後，隨即衰變成一上夸克，於是中子就變成了質子（
u

u

d
）。隨後
W−
玻色子衰變成一電子及一反電中微子:307ff。
| n   | → | p   | + | e− | + | ν e | （β衰變，重子標記） |
| u d | → | u d | + | e− | + | ν e | （β衰變，夸克標記） |

β衰變及其逆過程“逆β過程”在醫學上都有常規性的應用，例如正電子發射計算機斷層掃描。這兩個過程在高能實驗中也有應用，例如中微子探測。

圖為六種夸克間弱相互作用的強度。線的“深淺”由CKM矩陣的元決定。

儘管所有夸克的變味過程都一樣，每一種夸克都偏向於變成跟自己同一代的另一夸克。所有味變的這種相對趨勢，都是由一個數學表來描述，叫卡比博-小林-益川矩陣（CKM矩陣）。CKM矩陣內所有數值的大約大小如下：
{\displaystyle {\begin{bmatrix}|V_{\mathrm {ud} }|&|V_{\mathrm {us} }|&|V_{\mathrm {ub} }|\\|V_{\mathrm {cd} }|&|V_{\mathrm {cs} }|&|V_{\mathrm {cb} }|\\|V_{\mathrm {td} }|&|V_{\mathrm {ts} }|&|V_{\mathrm {tb} }|\end{bmatrix}}\approx {\begin{bmatrix}0.974&0.225&0.003\\0.225&0.973&0.041\\0.009&0.040&0.999\end{bmatrix}}}，
其中Vij 代表一夸克味i 變成夸克味j（反之亦然）的可能性。
輕子（上圖β衰變中在W玻色子右邊的粒子）也有一個等效的弱相互作用矩陣，叫龐蒂科夫-牧-中川-坂田矩陣（PMNS矩陣）。PMNS矩陣及CKM矩陣合起來能夠描述所有味變，但兩者間的關係並不明朗。

### 強相互作用與色荷

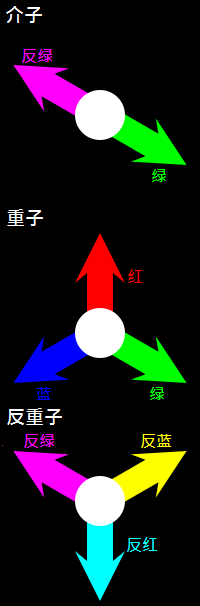
不论种类，强子的总色荷为零。

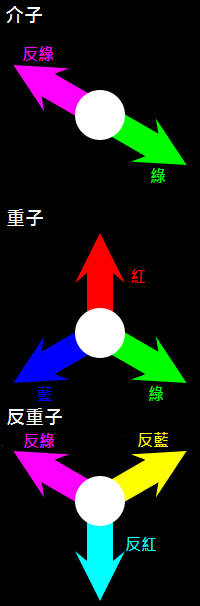
不論種類，強子的總色荷為零。

夸克有一種叫“色荷”的性質。色荷共分三種，可任意標示為“藍”、“綠”及“紅”每一種色荷都有其對應的反色荷——“反藍”、“反綠”及“反紅”。每一個夸克都帶一種色，而每一個反夸克則帶一種反色。
掌管夸克間吸引及排斥的系統，是由三種色的各種不同組合所負責，叫強相互作用，它是由一種叫膠子的規範玻色子所傳遞的；下文中有關於膠子更詳細的討論。描述強相互作用的理論叫量子色動力學（QCD）。一個帶某色荷的夸克，可以和一個帶對應反色荷的反夸克，一起生成一束縛系統；三個（反）色荷各異的（反）夸克，也就是三種色每種一個，同樣也可以束縛在一起。兩個互相吸引的夸克會達至色中性：一夸克帶色荷ξ，加上一個帶色荷−ξ的反夸克，結合後色荷為零（或“白”色），成為一個介子。跟基本光學的顏色疊加一樣，把三個色荷互不相同的夸克或三個這樣的反夸克組合在一起，就會同樣地得到“白”的色荷，成為一個重子或反重子。
在現代粒子物理學中，聯繫粒子相互作用的，是一種叫規範對稱的空間對稱群（見規範場論）。色荷SU(3)（一般簡寫成SU(3)c）是夸克色荷的規範對稱，也是量子色動力學的定義對稱:part III。物理學定律不受空間的方向（如x、y及z）所限，即使座標軸旋轉到一個新方向，定律依然不變，量子色動力學的物理也一樣，不受三維色空間的方向影響，色空間的三個方向分別為藍、紅和綠。SU(3)c的色變與色空間的“旋轉”相對應（數學上，色空間是複數空間）。每一種夸克味，f，下面都有三種小分類fB、fG和fR，對應三種夸克色藍、綠和紅，形成一個三重態：一股有三個分量的量子場，並且在變換時遵從SU(3)c的基本表示。這個時候SU(3)c應是局部的，這個要求換句話說，就是容許變換隨空間及時間而定，所以說這個局部表示決定了強相互作用的性質，尤其是有八種載力用膠子這一點:part III。

### 質量
在提及夸克質量時，需要用到兩個詞：一個是“淨夸克質量”，也就是夸克本身的質量；另一個是“組夸克質量”，也就是淨夸克質量加上其周圍膠子場的質量。這兩個質量的數值一般相差甚遠。一個強子中的大部份的質量，都屬於把夸克束縛起來的膠子，而不是夸克本身。儘管膠子的內在質量為零，它們擁有能量——更準確地，應為量子色動力學束縛能（QCBE）——就是它為強子提供了這麼多的質量（見狹義相對論中的質量）。例如，一個質子的質量約為938 MeV/c2，其中三個價夸克大概只有11 MeV/c2；其餘大部份質量都可以歸咎於膠子的QCBE。
標準模型假定所有基本粒子的質量，都是來自希格斯機制，而這個機制跟希格斯玻色子有關係。頂夸克有着很大的質量，一個頂夸克大約跟一個金原子核一樣重（~171 GeV/c2），而透過研究為甚麼頂夸克的質量那麼大，物理學家希望能找到更多有關於夸克，及其他基本粒子的質量來源。

### 性質列表
下表總結了六種夸克的關鍵性質。每種夸克味都有自己的一組味量子數（同位旋（I3）、魅數（C）、奇異數（S）、頂數（T）及底數（B′）），它們代表着夸克系統及強子的一些特性。因為重子由三個夸克組成，所以所有夸克的重子數（B）均為+1⁄3。反夸克的話，電荷（Q）及其他味量子數（B、I3、C、S、T及B′）都跟夸克的差一個正負號。質量和總角動量（J；相等於點粒子的自旋）不會因為反粒子而變號。
夸克按其特性分为三代，如下表所示：
|        | 名稱 | 符號 | 質量（MeV/c2）*   | J   | B    | Q    | I3   | C  | S  | T  | B′ | 反粒子 | 反粒子符號 |
| ------ | ---- | ---- | ----------------- | --- | ---- | ---- | ---- | -- | -- | -- | -- | ------ | ---------- |
| 第一代 | 上   | u    | 1.7 to 3.3        | 1⁄2 | +1⁄3 | +2⁄3 | +1⁄2 | 0  | 0  | 0  | 0  | 反上   | u          |
| 第一代 | 下   | d    | 4.1 to 5.8        | 1⁄2 | +1⁄3 | −1⁄3 | −1⁄2 | 0  | 0  | 0  | 0  | 反下   | d          |
| 下一代 |      |      |                   |     |      |      |      |    |    |    |    |        |            |
| 第二代 |      | c    | 1270+70 −90       | 1⁄2 | +1⁄3 | +2⁄3 | 0    | +1 | 0  | 0  | 0  | 反     | c          |
| 第二代 | 奇   | s    | 101+29 −21        | 1⁄2 | +1⁄3 | −1⁄3 | 0    | 0  | −1 | 0  | 0  | 反奇   | s          |
| 下一代 |      |      |                   |     |      |      |      |    |    |    |    |        |            |
| 第三代 | 頂   | t    | 172000±900 ±1,300 | 1⁄2 | +1⁄3 | +2⁄3 | 0    | 0  | 0  | +1 | 0  | 反頂   | t          |
| 第三代 | 底   | b    | 4190+180 −60      | 1⁄2 | +1⁄3 | −1⁄3 | 0    | 0  | 0  | 0  | −1 | 反底   | b          |

註：每一味夸克都具有紅、綠及藍三種色的版本，但對上表所列的性質而言，三種版本都一樣，故不列出。

## 相互作用中的夸克
就像量子色動力學所描述的，夸克間的強相互作用由膠子傳遞，膠子是無質量的向量規範玻色子。每一個膠子帶有一種色及一種反色。在粒子相互作用的標準框架下（它是通用表述微擾理論的一部份），膠子通過發射與吸收虛粒子，不斷在夸克間進行交換。當膠子在夸克間轉換時，兩者的色荷都會改變；例如一紅夸克在發射出一紅－反綠膠子後，它就會變成綠夸克，又例如一綠夸克在吸收了一紅－反綠膠子，它就會變成紅夸克。因此，儘管夸克的色不斷在變，但是它們間的強相互作用是維持着的:45-47:85。
由於膠子帶色荷，所以它們自己能發射及吸收其他膠子。因此導致“漸近自由”：當兩個夸克間的距離愈來愈近時，它們之間的色動束縛力就愈來愈弱:400ff。相反地，當夸克間的距離愈來愈遠時，束縛力就愈來愈強。色場開始受到“應力”影響而不穩定，就像橡皮筋拉長時受應力影響而快斷開一樣，於是色場就會自發地生成許多合適色荷的膠子，來強化色場。當能量過了一個底限時，就會開始生成夸克和反夸克對。這些對與分離中的夸克束縛在一起，形成新的強子。這個現象叫“夸克禁閉”：夸克不能單獨存在:295–297。夸克在高能碰撞中生成後，在能與其他夸克作出任何相互作用之前，就會發生強子化這個過程。唯一的例外是頂夸克，因為它會在強子化前先衰變。

### 海夸克
除影響量子數的價夸克（(
q
v）之外，強子也含有虛夸克－反夸克對（
q

q
），這些對粒子叫“海夸克”（
q
s）。當強子色場的膠子分裂時，就會產生海夸克；以上過程的逆過程也會發生，當兩個海夸克湮滅時，會產生一個膠子。於是膠子就會持續地分裂與生成，形成所謂的“海”。海夸克比價夸克不穩定得多，它們一般會在強子內部互相湮滅。儘管如此，海夸克在某些情況下還是會強子化，形成重子或介子類的粒子。

### 夸克物質的其他相

夸克物质的性质描述相图。图中准确的细节，仍是进行中的研究课题。

夸克物質的性質描述相圖。圖中準確的細節，仍是進行中的研究課題。

-{zh-hans:
;zh-hk:
;zh-tw:

夸克物質的性質描述相圖。圖中準確的細節，仍是進行中的研究課題。}-

在足夠極端的條件下，夸克可能會脫離禁閉，成為自由粒子。在漸近自由的演變下，高溫時的強相互作用變得較弱。最後，色禁閉會失效，形成一股超熱電漿體，由自由移動的夸克與膠子組成。這種物質的理論相叫夸克－膠子漿。需要達到這個相的確切條件，現時仍是未知，但這方面一直都有不少的推測及實驗。溫度需求的近期估計為(1.90±0.02)×1012 開爾文。雖然夸克及膠子的完全自由態從未被實現（儘管歐洲核子研究組織在1980年代至90年代間嘗試過許多次），但是在相對論性重離子對撞機的近期實驗中，有證據指出像液體的夸克物質，能展示出“近乎完美”的流體運動。
夸克－膠子漿的特點是，相對於上及下夸克對的數量，重夸克對的數量大幅提昇。宇宙學家們相信，在大霹靂後10−6秒之前（夸克時期），宇宙裏充滿着這種夸克－膠子漿，因為當時的溫度實在太高，重子會不穩定。
當重子密度足夠高時，且溫度相對地低——大概可以跟中子星相比的條件——根據理論預測，夸克物質會退化成一弱作用夸克的費米液體。這種液體的特點是，它是由帶色夸克的庫珀對凝聚而成的，因此會對局部SU(3)c對稱性造成破缺。由於庫珀對含有色荷，所以這樣的一種夸克物質相，叫色超導體，此時色荷能夠在無色阻的情況下通過。

## 另見
- 夸克星
- 奇異夸克團
- 毛粒子

## 註解
1. ↑  2000年代初，有幾個研究小組聲稱，已證實了四夸克粒子與五夸克粒子的存在。儘管四夸克粒子的情況目前仍在爭論中，但是所有五夸克候選粒子都已被證實不存在。
2. ↑  主要證據是基於
Z0
玻色子的共振寬度，它限制了第四代中微子的質量，此時質量需要大於~45 GeV/c2。與其他三代的中微子相比，它們的質量不高於2 MeV/c2，可見兩者形成非常大的對比。
3. ↑  在弱相互作用下的一個反應中，當左右被逆轉（P對稱），且粒子被換成反粒子（C對稱）後，CP破壞會使這個反應的前後不一樣。
4. ↑  從一夸克衰變至另一夸克的實際概率，是一個包含衰變夸克質量、衰變產物質量及對應CKM矩陣元等變數的複雜函數。該概率與CKM矩陣對應項(|Vij|2) 的平方成正比（但不相等）。
5. ↑  儘管名字中有顏色，色荷跟可見光的色譜並沒有關係。